# Peter Klausener
Peter Klausener (* 24. November 1844 in Aachen; † 25. September 1904 in Düsseldorf) war ein deutscher Verwaltungsbeamter und Mitglied der Leitung der Rheinprovinz und der ihr angeschlossenen Landesversicherungsanstalt der Rheinprovinz.

## Leben und Wirken
Abstammend von der im 18. Jahrhundert aus Flirsch nach Burtscheid ausgewanderten Familie Klausener absolvierte der Sohn des Kaufmannes Peter Klausener senior und der Marie Luise Startz, Tochter aus einer angesehenen Nadel- und Tuchfabrikantenfamilie, nach seiner Schulzeit ein Studium der Rechtswissenschaft. Nach einer anschließenden Tätigkeit als Gerichtsassessor wurde er 1874 als Friedensrichter von Malmedy und 1877 als Richter nach Posen berufen. Im Jahr 1878 kehrte er ins Rheinland zurück und wurde als Regierungsassessor in Düsseldorf übernommen und zugleich als kommissarischer Landrat von Düsseldorf und Moers eingesetzt. Von 1880 bis 1901 war er als Landesrat in der Verwaltung der Rheinprovinz tätig, wo man ihn 1896 zum stellvertretenden Landeshauptmann beförderte. Im Jahr 1902 wurde er zum Geheimen Regierungsrat und zwei Jahre später zum Geheimen Oberregierungsrat ernannt und übernahm den stellvertretenden Vorsitz der Landesversicherungsanstalt der Rheinprovinz.
Als Verwaltungsbeamter war Klausener im Jahre 1891 maßgeblich an dem Aufbau der Invaliditäts- und Altersversicherung der Rheinprovinz beteiligt und wurde 1895 zur so genannten Novemberkonferenz für Reformen der Arbeiterversicherung im Reichsamt des Innern delegiert. Darüber hinaus gehörte er zu den Mitbegründern des südwestdeutschen Verbandes der Invaliditäts- und Altersversicherungsanstalten und war 1899 Mitglied des Fünferausschusses der Invalidenversicherungsträger.
Auch außerhalb seiner beruflichen Verpflichtungen war Klausener noch auf vielfältige Art und Weise für die sozialen Belange der Bevölkerung tätig. So gehörte er unter anderem dem Ausschuss des Düsseldorfer Vereins für Arbeitsnachweis sowie Beschäftigung und Verpflegung von Arbeitssuchenden an und leitete ab 1886 als Vorsitzender den Rheinischen Verein für katholische Arbeiterkolonien. Über letzteren Verein war Klausener einer der maßgeblichen Förderer und Mitbegründer der Arbeiterkolonien in Elkenrade bei Kerkrade und Urft sowie im Jahr 1902 dem St. Petrusheim im Ortsteil Baal in Weeze. Unter seinem Vorsitz gründete sich bereits zuvor im Jahr 1893 der Verein zur Fürsorge für die aus den Gefängnisanstalten in Düsseldorf entlassenen katholischen Straffälligen und deren Familien, ein katholischer Gefängnisverein, welcher zuständig war für das Zellengefängnis in Derendorf, der heutigen Ulmer Höh und für das alte Strafgefängnis in der Akademiestraße. Weiterhin gehörte Klausener im Jahr 1901 zusammen mit den Franziskanern zu den Gründungsmitgliedern der Anstalt für verwahrloste Knaben in Dormagen. 
Für seine zahlreichen Verdienste wurde Peter Klausener unter anderem mit dem Preußischen Roten Adlerorden der 4. Klasse und dem Komturkreuz des Oldenburgischen Haus- und Verdienstordens des Herzogs Peter Friedrich Ludwig ausgezeichnet.
Peter Klausener war verheiratet mit Elisabeth, geborene Biesenbach (1864–1944), der Mutter seines Sohnes Erich Klausener, welcher später als führender Vertreter des politischen Katholizismus in hohe Staatsämter aufgestiegen war. Im Zuge der Röhm-Affäre wurde Erich Klausener am 30. Juni 1934 in seinem Dienstzimmer ermordet.